# Glyptothorax conirostris
Glyptothorax conirostris är en fiskart som först beskrevs av Steindachner, 1867.  Glyptothorax conirostris ingår i släktet Glyptothorax och familjen Sisoridae. IUCN kategoriserar arten globalt som otillräckligt studerad. Inga underarter finns listade i Catalogue of Life.